# سوفیک توروسیان
سوفیک توروسیان (ارمنی: Սոֆիկ Թորոսյան؛ زادهٔ ۱۶ مهٔ ۱۹۹۴) بازیکن فوتبال در پست مهاجم اهل ارمنستان است.

## تیم ملی
وی همچنین در تیم ملی فوتبال زیر ۱۷ سال زنان ارمنستان و تیم ملی فوتبال زیر ۱۹ سال زنان ارمنستان بازی کرده است. 